# Lama (Haute-Corse)
Lama település Franciaországban, Haute-Corse megyében. Lakosainak száma 152 fő (2022. január 1.). Lama Urtaca, Novella, Pietralba, Sorio és San-Gavino-di-Tenda községekkel határos.

## Népesség
A település népességének változása:
| Lakosok száma | 237  | 120  | 98   | 166  | 161  | 162  | 151  | 146  | 149  | 152  |
|               | 1968 | 1982 | 1990 | 2006 | 2013 | 2015 | 2017 | 2019 | 2020 | 2022 |